# Liste bedeutender Personen für die Informatik
| QS-Informatik | Dieser Artikel wurde wegen inhaltlicher Mängel auf der Qualitätssicherungsseite der Redaktion Informatik eingetragen. Dies geschieht, um die Qualität der Artikel aus dem Themengebiet Informatik auf ein akzeptables Niveau zu bringen. Hilf mit, die inhaltlichen Mängel dieses Artikels zu beseitigen, und beteilige dich an der Diskussion! (+) Begründung: Willkürliche Einträge, zweifelhafte Jahresangaben und Leistungsbezeichnungen --Zahnradzacken 12:33, 22. März 2010 (CET) |

Die Informatik ist eine junge, aber sehr breit gefächerte Wissenschaft, deren Entwicklung von unüberschaubar vielen Menschen vorangetrieben wurde. Die nachfolgende Liste enthält Personen, die in verschiedenen Quellen als bedeutend für die Informatik genannt wurden.
Da die Informatik in ihren Anfängen den Charakter einer Hilfswissenschaft hatte, gibt es Überschneidungen mit vergleichbaren Listen. Besonders hervorzuheben ist die Mathematik.
| Name                      | Jahr           | Leistung |
| ------------------------- | -------------- | --- |
| Franz Alt                 | 1947           | Mitbegründer der Association for Computing Machinery; Autor eines der ersten Bücher über digitale Computer (1958)                                                                        |
| Marc Andreessen           | 1992           | Veröffentlichung des ersten multimedialen WWW-Browsers Mosaic, welcher das Internet für Normalnutzer erschloss                                                                           |
| John Atanasoff            | 1939           | Atanasoff-Berry-Computer |
| Charles Babbage           | 1832/1837      | Analytical Engine und Difference Engine |
| John W. Backus            | 1957           | Entwicklung von Fortran, Backus-Naur-Form |
| Rudolf Bayer              | 1970           | Entwicklung der Datenstruktur B-Baum, Grundlage vieler Datenbanken und moderner Dateisysteme                                                                                             |
| Andreas von Bechtolsheim  | 1982           | Sun-1, Mitgründer von Sun Microsystems |
| Alexander Graham Bell     | ab ca. 1873    | Wegbereiter der elektrischen Informationsübertragung |
| Tim Berners-Lee           | 1989           | Vordenker des World Wide Web und des semantischen Webs |
| Clifford Berry            | 1939           | Atanasoff-Berry-Computer |
| Barry W. Boehm            | 1981           | Kostenbetrachtungen von großen Softwareprojekten (u. a. Erfindung der COCOMO-Softwarekostenberechnung)                                                                                   |
| George Boole              | 1847           | erste mathematische Logik |
| Karlheinz Brandenburg     | 1992           | MP3-Dateiformat |
| Vannevar Bush             | 1945           | Memex |
| Peter Chen                | 1976           | Begründer der Entity-Relationship-Modellierung |
| Noam Chomsky              | 1956           | Begründer der Chomsky-Hierarchie |
| Edgar F. Codd             | 1970           | Vorarbeiten für Relationale Datenbanken |
| Stephen A. Cook           | 1971           | P-NP-Problem |
| Fernando José Corbató     | 1962           | Entwicklung des ersten Time-Sharing Systems (CTSS) |
| Seymour Cray              | 1964           | Konstrukteur von Supercomputern |
| Ole-Johan Dahl            | 1961           | Entwicklung (zusammen mit Kristen Nygaard) von Simula, der ersten objektorientierten Programmiersprache                                                                                  |
| Edsger W. Dijkstra        | 1968           | Begründer der strukturierten Programmierung |
| John Presper Eckert       | 1946           | Mitkonstrukteur des ENIAC |
| Douglas C. Engelbart      | 1963           | Erfinder der Computermaus |
| Michael Fagan             | 1976           | Einführung von Code-Reviews/Code-Inspektionen zur Verbesserung der Software-Qualität |
| Christiane Floyd          | 1975           | Vorstellung der ersten Entwicklungsumgebung Maestro I |
| Jay Wright Forrester      | 1944           | Entwicklung des „Multicoordinate Digital Information Storage Device“ (Vorläufer von Random Access Memory)                                                                                |
| Erich Gamma               | 1994           | Entwurfsmuster (Design Patterns) für Software |
| Wolfgang Giloi            | 1930           | Forschungsarbeiten zur Rechnerarchitektur |
| Kurt Gödel                | 1931           | Anstoß zur präzisen Formulierung eines Begriffs des Rechnens |
| Marcel J. E. Golay        | 1949           | Begründer der algebraischen Kodierungstheorie |
| Emanuel Goldberg          | 1931           | Statistische Maschine (frühe Suchmaschine) |
| Charles F. Goldfarb       | 1969           | Entwickler der Beschreibungssprache GML, aus der SGML und XML hervorgingen |
| James Gosling             | 1996           | Erfinder von Java, Gosling Emacs (1981) |
| John Guttag               | 1977           | Durchbruch für Abstrakte Datentypen |
| Richard Hamming           | 1950           | Begründer der algebraischen Kodierungstheorie |
| Ralph Hartley             | 1928           | Shannon-Hartley-Gesetz, Mitbegründer der Informationstheorie |
| Tony Hoare                | 1969           | Axiomatische Verifikation der Korrektheit von Computerprogrammen (Hoare-Kalkül) |
| Herman Hollerith          | 1888           | Einführung von Lochkarten in die Datenverarbeitung |
| Grace Hopper              | 1952           | Entwicklung des Compilers und des Konzeptes der höheren Programmiersprachen (3GL), von ihr umgesetzt in FLOW-MATIC und COBOL                                                             |
| David A. Huffman          | 1952           | Entwicklung der Huffman-Kodierung, ein verlustloses Kompressionsverfahren. |
| Bill Joy                  | 1976           | C-Shell, vi |
| Alan Kay                  | 1980           | Objektorientierte Programmierung |
| Brian W. Kernighan        | 1978           | Miterfinder von C |
| Alonzo Church             | 1936           | Erfinder des Lambda-Kalküls, Church-Turing-These |
| Donald E. Knuth           | 1968 bzw. 1986 | Verfasser von The Art of Computer Programming und Entwickler von TeX |
| Lawrence Landweber        | ab ca. 1982    | Initiative zum weltweiten Aufbaus des Internets |
| Nikolaus Joachim Lehmann  | 1969 bzw. 1967 | Erste Vorlesung Maschinelle Rechentechnik und Einführung derselben als Vollstudium in der DDR                                                                                            |
| Gottfried Wilhelm Leibniz | 1679           | erste Beschreibung einer Rechenmaschine mit binärer Zahlencodierung |
| J. C. R. Licklider        | 1957–1966      | Theoretische Grundlagen für Computernetzwerke / Arpanet / Internet, Time-Sharing-Prinzip                                                                                                 |
| Marvin Lee Minsky         | 1956           | Begründer des Begriffs der Künstlichen Intelligenz |
| John William Mauchly      | 1946           | Mitkonstrukteur des ENIAC |
| Frieder Nake              | 1965           | Computerkunst |
| John von Neumann          | 1944 bzw. 1945 | Begründer der Spieltheorie und Entwickler einer standardisierten Computerarchitektur (Von-Neumann-Architektur)                                                                           |
| Heinz Nixdorf             | 1967           | Nixdorf 820 |
| Harry Nyquist             | 1928           | Nyquist-Shannon-Abtasttheorem, Mitbegründer der Informationstheorie |
| Ada Lovelace              | 1843           | Erste Programmiererin, entwickelte lange vor dem ersten Computer ein Computerprogramm zur Berechnung von Bernoulli-Zahlen für eine nie gebaute Maschine von Charles Babbage              |
| Ken Olsen                 | 1970           | Entwicklung von Minicomputern (PDP-11) |
| Pier Giorgio Perotto      | 1964           | Erfinder der Olivetti Programma 101, der erste frei programmierbare Tischrechner, oder Personal Computer, der Welt.                                                                      |
| Rózsa Péter               | 1932           | Veröffentlichung verschiedener Artikel zu rekursiven Funktionen als Basis für die Theoretische Informatik                                                                                |
| Carl Adam Petri           | 1962           | Erfinder der Petri-Netze zur Modellierung verteilter Systeme |
| Dennis Ritchie            | 1969           | Entwicklung von Unix und C |
| Claude Shannon            | 1948           | Begründer der Informationstheorie |
| Richard Stallman          | 1985           | Gründer der Freie-Software-Bewegung |
| Karl Steinbuch            | 1957           | Ausprägung des Begriffes Informatik in Deutschland, Wegbereiter der deutschen Informatik, Pionier der Kybernetik, Begründer der künstlichen neuronalen Netze und Erfinder der Lernmatrix |
| Ivan Sutherland           | 1963           | Sketchpad, Head-Mounted Display, Algorithmus von Cohen-Sutherland, Pionier der Computergrafik                                                                                            |
| Bjarne Stroustrup         | 1979           | Erfinder von C++ |
| Andrew S. Tanenbaum       | 1987           | Autor von Minix |
| Ken Thompson              | 1969           | Entwicklung von Unix |
| Ray Tomlinson             | 1971           | Erfinder der E-Mail |
| Linus Torvalds            | 1991           | Initiator des Kernels Linux |
| Alan Turing               | ab ca. 1936    | Wichtige Arbeiten zur Theoretischen Informatik und Kryptographie |
| An Wang                   | 1986           | Erfinder einer Komponente des Kernspeichers |
| Mark Weiser               | 1991           | Vordenker des Ubiquitous Computing |
| Joseph Weizenbaum         | 1966           | Veröffentlichung des „intelligenten“ ELIZA-Programms |
| Adriaan van Wijngaarden   | 1968           | Entwicklung der Zweistufengrammatik |
| Niklaus Wirth             | 1968           | Entwicklung von strukturierten und modularisierten Programmiersprachen |
| Heinz Zemanek             | 1955           | Bau des Mailüfterls |
| Konrad Zuse               | 1938           | Entwickler des ersten Computers |
| Corrado Böhm              | 1966           | Böhm-Jacopini Theorem |